# Якубов (село)
Якубов (укр. Якубів) — село в Долинской городской общине Калушского района Ивано-Франковской области Украины.
Население по переписи 2001 года составляло 1104 человека. Занимает площадь 9,06 км². Почтовый индекс — 77525. Телефонный код — 3477.